# Igor Apasjan
Igor Apasjan (russisk: И́горь Ка́рпович Апася́н) (født 3. oktober 1952 i Tbilisi i Georgiske SSR i Sovjetunionen, død 9. august 2008 i Moskva i Rusland) var en russisk filminstruktør og manuskriptforfatter.

## Filmografi
- Vino iz oduvantjikov (Вино из одуванчиков, 1997)[2][3]
- Graffiti (Граффити, 2006)